# Phrynosoma braconnieri
Phrynosoma braconnieri là một loài thằn lằn trong họ Phrynosomatidae. Loài này được Duméril & Bocourt mô tả khoa học đầu tiên năm 1870.

## Hình ảnh

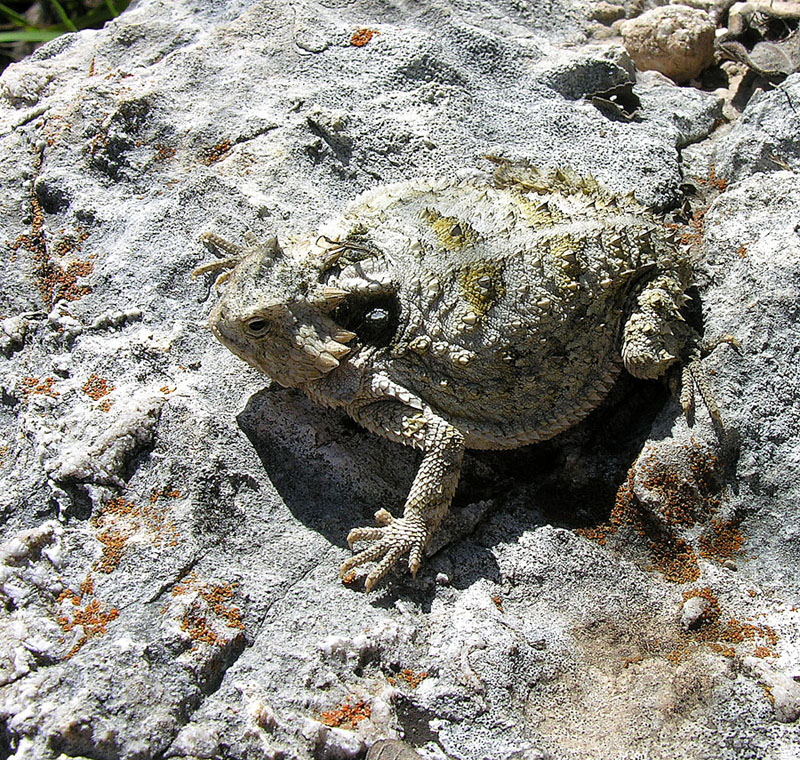